# دييغو غونزاليس (ضابط)
دييغو غونزاليس (بالإسبانية: Diego González Montero)‏ (و. 1588 – يونيو 1673 م) هو ضابط إسباني، ولد في سانتياغو، توفي في سانتياغو.